# L-приведение
L-приведение (от «linear» = «линейное») — преобразование задач оптимизации, при которой линейно сохраняются свойства аппроксимации; является одним из видов сохраняющих аппроксимацию приведений. L-приведение в изучении возможности аппроксимации задач оптимизации играет похожую роль, какую играет полиномиальное  приведение при изучении вычислительной сложности задач разрешимости.
Возможность L-приведения одной задачи к другой называется L-сводимостью.
Термин «L-приведение» иногда используется для обозначения приведения к логарифмическому пространству по аналогии с классом сложности L, но это совершенно другое понятие[уточнить].

## Определение
Пусть A и B — две задачи оптимизации, а cA и cB — их целевые функции. Пара функций f и g является L-приведением, если выполняются все из перечисленных ниже условий:
- функции f и g можно вычислить за полиномиальное время,
- если x — экземпляр задачи A, то f(x) является экземпляром задачи B,
- если y'  — решение для f(x), то g(y' ) — решение для x,
- существует положительная константа α, такая, что

{\displaystyle \mathrm {OPT_{B}} (f(x))\leq \alpha \mathrm {OPT_{A}} (x)},
- существует положительная константа β, такая, что для любого решения y'  для f(x)

{\displaystyle |\mathrm {OPT_{A}} (x)-c_{A}(g(y'))|\leq \beta |\mathrm {OPT_{B}} (f(x))-c_{B}(y')|}.

## Свойства

### Связь с PTAS-приведением
L-приведение от задачи A к задаче B влечёт за собой AP-приведение, если A и B являются задачами минимизации, и PTAS приведение, если A и B являются задачами максимизации. В обоих случаях, если задача B имеет PTAS и существует L-приведение от A к B, то A также имеет PTAS. Это позволяет использовать L-приведение вместо доказательства существования PTAS-приведения. Крещенци высказал предположение, что более естественная формулировка L-приведения, фактически, более полезна во многих случаях ввиду простоты использования.

#### Доказательство (случай минимизации)
Пусть аппроксимационный коэффициент задачи B равен {\displaystyle 1+\delta }.
Начнём с аппроксимационного коэффициента задачи A, равного {\displaystyle {\frac {c_{A}(y)}{\mathrm {OPT} _{A}(x)}}}.
Можно отбросить скобки абсолютных значений в определениях L-приведения (вторая формула), поскольку A и B являются задачами минимизации. Подставим это условие в коэффициент задачи A и получим
{\displaystyle {\frac {c_{A}(y)}{\mathrm {OPT} _{A}(x)}}\leq {\frac {\mathrm {OPT} _{A}(x)+\beta (c_{B}(y')-\mathrm {OPT} _{B}(x'))}{\mathrm {OPT} _{A}(x)}}}
После упрощения и подстановки первой формулы получим
{\displaystyle {\frac {c_{A}(y)}{\mathrm {OPT} _{A}(x)}}\leq 1+\alpha \beta \left({\frac {c_{B}(y')-\mathrm {OPT} _{B}(x')}{\mathrm {OPT} _{B}(x')}}\right)}
Но член в скобках правой части, фактически, равен {\displaystyle \delta }. Таким образом, аппроксимационный коэффициент задачи A равен {\displaystyle 1+\alpha \beta \delta }.
А это удовлетворяет условиям AP-приведения.

#### Доказательство (случай максимизации)
Пусть аппроксимационный коэффициент задачи B равен {\displaystyle {\frac {1}{1-\delta '}}}.
Начнём с аппроксимационного коэффициента задачи A, равного {\displaystyle {\frac {c_{A}(y)}{\mathrm {OPT} _{A}(x)}}}.
Можно отбросить скобки абсолютных значений во второй формуле определения L-приведения, поскольку A и B являются задачами максимизации. Подставим это условие и получим
{\displaystyle {\frac {c_{A}(y)}{\mathrm {OPT} _{A}(x)}}\geq {\frac {\mathrm {OPT} _{A}(x)-\beta (c_{B}(y')-\mathrm {OPT} _{B}(x'))}{\mathrm {OPT} _{A}(x)}}}
После упрощения и подстановки первой формулы получим
{\displaystyle {\frac {c_{A}(y)}{\mathrm {OPT} _{A}(x)}}\geq 1-\alpha \beta \left({\frac {c_{B}(y')-\mathrm {OPT} _{B}(x')}{\mathrm {OPT} _{B}(x')}}\right)}
Но член в скобках правой части, фактически, равен {\displaystyle \delta '}. Таким образом, аппроксимационный коэффициент задачи A равен {\displaystyle {\frac {1}{1-\alpha \beta \delta '}}}.
Если {\displaystyle {\frac {1}{1-\alpha \beta \delta '}}=1+\epsilon }, то {\displaystyle {\frac {1}{1-\delta '}}=1+{\frac {\epsilon }{\alpha \beta (1+\epsilon )-\epsilon }}}, что соответствует требованиям PTAS-приведения, но не AP-приведения.

### Другие свойства
L-приведение также влечёт за собой P-приведение . Можно сделать вывод, что L-приведение влечёт за собой PTAS приведение из этого факта и из того, что P-приведение влечёт за собой PTAS приведение.
L-приведение сохраняет членство в APX только для случая минимизации, поскольку в этом случае из L-приведения вытекает AP-приведение.

## Примеры
- Доминирующее множество: пример с α = β = 1
- Задача реконфигурации маркеров[англ.]: пример с α = 1/5, β = 2